# Claudio Vico
Claudio Vico (falecido em 1599) foi um prelado católico romano que serviu como bispo de Strongoli (1590–1599).

## Biografia
No dia 21 de março de 1590, Claudio Vico foi nomeado pelo Papa Gregório XIII como Bispo de Strongoli. Serviu como Bispo de Strongoli até à sua morte em 1599.